# Maria Jacoba Delbaere-Prins
Maria Jacoba (Marie) Delbaere-Prins (Hamburg, 25 september 1896 - Alquería Blanca, Mallorca, 14 mei 1987) was de schrijfster van enkele door het nationaalsocialisme geïnspireerde sprookjes. Zij was een dochter van de schrijver Arij Prins. Haar moeder, Nelly Goudkade, was verpleegster.
Het gezin woonde tijdens de geboorte van Marie in de Hamburgse wijk St. Georg. Haar vader was in Hamburg mededirecteur van een "commissie- en exporthuis". In 1899 verhuisden ze vanwege de gezonde lucht naar Oldenfelde in Holstein. In 1905 keerde het gezin terug naar Nederland en vestigde zich in Schiedam.
Marie Prins trouwde met de arts Louis Delbaere (1898-1982). Ze werkten samen in de christelijk-sociale Oxfordgroep. Delbaere was huisarts in Den Haag, werd later directeur van het Bergwegziekenhuis in Rotterdam en keuringsarts van de Nederlandsche SS. Zijn echtgenote werd partijfunctionaris bij de Nationaal-Socialistische Vrouwenorganisatie (NSWO) en was bevriend met de oprichtster ervan, Julia op ten Noort. Samen met Elisabeth Keers-Laseur en Geertruida Monsees-van der Veen vormde Marie Delbaere-Prins de redactieraad van het tweewekelijkse NWSO-tijdschrift De Nationaal-Socialistische vrouw (1940-42).
Delbaere-Prins publiceerde in het nationaalsocialistische tijdschrift Nieuw Nederland de sprookjes Het geheim van den bronzen armring (een luisterspel) en Het Kerstfeest van de booze freule. In 1943 publiceerde uitgeverij De Schouw Het geluk is overal, een uitgave met een drietal sprookjes, geïllustreerd door D.J. du Croo.
Na de oorlog zijn Marie Delbaere en haar man gevangengezet. Na hun vrijlating vestigden ze zich in Etten (Noord-Brabant) waar Louis Delbaere werkzaam was als huisarts. In 1962 ging Louis Delbaere met pensioen en verhuisden ze naar Alquería Blanca op Mallorca, waar ze woonden in villa La Gruta.
In 1981 verscheen een verhaal van Marie Delbaere in de bloemlezing Herzklopfen. Liebesgeschichten. De samensteller van de bundel, de Duitse schrijver Hansjörg Martin, woonde ook op Mallorca.
- Nederlandse Thesaurus van Auteursnamen: 073174130
- Virtual International Authority File: 287805870
- WorldCat: E39PBJpPGpXqmrqTG9cKbpg3Qq

 Portaal: Fascisme en nationaalsocialisme in Nederland · Fascisme · Nationaalsocialisme